# بلانك سبيس
بلانك سبيس (بالعربية: مساحة الفارغة) (بالإنجليزية: Blank Space) هي أغنية للمغنية الأمريكية تايلور سويفت مِن ألبومها الخامس 1989. شارك سويفت في كتابة الأغنية المنتجيّن ماكس مارتن وشيلباك. أُطلقتْ الأغنية في 10 نوفبمر كثاني أغنية منفردة بعد أغنية «شيك إت أوف». وهي ثاني أغنية في الألبوم. موسيقياً فإن أغنية «بلانك سبيس» تُصنف كأغنية من نوع إلكتروبوب. تسخر الأغنية من نظرة وسائل الإعلام لتايلور سويفت وعلاقاتها.
حققتْ أغنية «بلانك سبيس» نجاحاً تجارياً كما نالت استحسان النقاد. احتلت الأغنية المركز الأول على قائمة بيلبورد بعد أغنية «شيك إت أوف» لتُصبحَ تايلور سويفت بذلك أول امرأة في تاريخ بيلبورد تحتل اثنان من أغنياتها المركز الأول على التوالي. كما احتلت الأغنية قوائم المبيعات في كندا، جنوب أفريقيا وأستراليا.
فيديو الكليب المُصاحب للأغنية من إخراج جوزيف خان. صُوّر الفيديو خلال ثلاثة أيام في قصر أوهيكا في هنتنغتون بولاية نيويورك. في يوليو 2015 أصبح الفيديو رابع فيديو يصل لمليار مشاهدة على يوتيوب. كما أنه يحتل المركز الثاني ضمن قائمة الفيديوهات الأكثر مشاهدة في تاريخ الموقع (المركز الأول لأغنية «ديسباسيتو» للمغنيين لويس فونسي ودادي يانكي ). أدت سويفت الأغنية للمرة الأولى في حفل جوائز الموسيقى الأمريكية لعام 2014. ترشحتْ الأغنية لثلاث جوائز غرامي وهي جائزة أسطوانة العام، جائزة أغنية العام وجائزة أفضل أداء مُنفرد لفئة البوب.

## تركيبة الأغنية
تحدثتْ تايلور سويفت عن الهدف من الأغنية قائلة:
‘‘بعض ما أكتب عنه في أغنية مثل «بلانك سبيس» هو محض سخرية. والسخرية هي تضخيم للواقع. يمكنك أن تكتب أشياء من قبيل أنا أثمل بالغيرة لكنك ستعود في كل مرة تغادر فيها لأني يا عزيزي كابوسٌ في زيّ حلم. هذا ليس نهجي في العلاقات لكنه من الممتع أن تكتب من منظور فتاة مجنونة لكن مثيرة، فتاة جذابة لكن مُتلاعبة وهذه هي الشخصية التي رسمتها وسائل الإعلام عني ولوقتٍ طويل كان ذلك يجرحني وشعرت بأنهم يُهينوني شخصياً لكن مع مُضيّ الوقت أدركتُ بأن الأمر طريف.’’
«بلانك سبيس» أغنية من نوع إلكتروبوب. قارنها الكثيرٌ من النقاد بأغاني المغنية النيوزلندية لوردي. الأغنية تسخر من الصورة التي رسمتها وسائل الإعلام عن تايلور سويفت حيث قامت بتصويرها على أنها امرأة مهووسة بالرجال تقوم بكتابة أغانيها من أجل الانتقام العاطفيّ. الأغنية مِن كتابة سويفت وماكس مارتن وشيلباك ومِن إنتاج ماكس مارتن وشيلباك.

## آراء النقاد
حظيتْ «بلانك سبيس» بآراء إيجابية من النقاد الذين أثنوا على جودة الأغنية. وصفتْ مجلة بوبماترز الأغنية بأنها ‘‘على الأرجح أفضل أعمال سويفت ومُرشح بديهي للقب أفضل أغنية بوب لعام 2014’’. في تعليقها على الأغنية كتبتْ صحيفة نيويورك تايمز ‘‘هذه هي الآنسة سويفت في ذروتها... جاء هذا العمل ليُؤكد قوتها وتكلفها.’’ كَتَبَ روبرت ليدم في مجلة دراوند إن ساوند ‘‘إن هذا العمل يُعبِر عن صاحبته التي تجدْ النجاح في الشقاء عِوضاً عن الانغماس فيه.’’ احتلت الأغنية المرتبة الثانية في قائمة مجلة التايم كما جاءت في المرتبة السادسة في قائمة مجلة رولينغ ستون.

## فيديو كليب
فيديو الكيب المُصاحب للأغنية من إخراج جوزيف خان الذي قال أن تايلور سويفت قدّمتْ له فكرة العمل حيث قالت أنها تريد أن تلعب دور شخصية شريرة في الفيديو رداً على ادعاءات وسائل الإعلام. جرى تصوير الفيديو خلال ثلاثة أيام في سبتمبر 2014. معظم مشاهد الفيديو جرى تصويرها في قصر أوهيكا في بلدة هنتنغتون بولاية نيويورك. أنهتْ سويفت التصوير خلال يوميّن لكن فريق العمل ظلّ هناك في اليوم الثالث من أجل تصوير المشاهد التي ستتضمن التطبيق المُصاحب للأغنية. يلعب دور حبيب تايلور سويفت في الفيديو عارض الأزياء شون أوبري.
سُرّب الفيديو الكليب عن طريق موقع ياهو!، لكن بعد رد فعل استياء من تايلور سويفت قام ياهو! بإزالة الفيديو وأعادت سويفت إطلاقه على يوتيوب.
مع حلول يناير 2016 بات الفيديو واحداً من عشرين فيديو تخطتْ مشاهداتها المليار مشاهدة على يوتيوب حيث حلّ في المركز الثاني مع أكثر من 1.44 مليار مشاهدة.

## جوائز
ترشحتْ الأغنية لثلاث جوائز غرامي هي جائزة أسطوانة العام، جائزة أغنية العام وجائزة أفضل أداء مُنفرد لفئة البوب. كما نالَ فيديو كليب الأغنية ترشحيّن اثنيّن لجوائز الاغاني المصورة MTV حيث ترشح لجائزة أفضل فيديو عن فئة البوب، وجائزة أفضل فيديو لفنانة. فاز لاحقاً الفيديو كليب بهاتين الجائزتين في 30 أغسطس عام 2015. كما فازت الأغنية بجائزة أغنية العام في حفل جوائز الموسيقى الأمريكية. فاز التطبيق المُصاحب لفيديو «بلانك سبيس» بجائزة إيمي لأفضل تطبيق تفاعلي لعام 2015 ليُعطي سويفت أول جائزة إيمي لها.

## أفراد العمل
- تايلور سويفت ــ صوت رئيسي، كاتبة، أصوات ثانوية.
- ماكس مارتن ــ مُنتج، كاتب، برمجة.
- شيلباك ــ مُنتج، كاتب، عزف غيتار، برمجة.
- مايكل إلبرت، سام هولاند، كوري بايس ــ تسجيل.